# Neny Bay
Die Neny Bay (spanisch Bahía Neny) ist eine kleine Bucht an der Fallières-Küste des Grahamlands im Norden des Antarktischen Halbinsel. Sie wird im Westen durch die Neny-Insel, im Nordwesten durch die Stonington-Insel und im Südosten durch die Roman Four Promontory begrenzt.
Erstmals kartiert wurde sie bei der British Graham Land Expedition (1934–1937) unter der Leitung des australischen Polarforschers John Rymill. Die an den Namen der gleichnamigen Insel angelehnte Benennung stammt von Wissenschaftlern der East Base bei der United States Antarctic Service Expedition (1939–1941).
Zur Bucht gehört der Naturhafen Fondeadero Bahia Neny.